# Bilheteria dos cinemas no Brasil em 2013
Lista com o valor da arrecadação em reais e o público dos principais filmes lançados nos cinemas de todo o Brasil no ano de 2013.

## Arrecadação nos fins de semana
| Data            | Filme                                  | Arrecadação (em R$) | Notas                                                                                 |
| --------------- | -------------------------------------- | ------------------- | ------------------------------------------------------------------------------------- |
| 6 de janeiro    | Detona Ralph                           | 8 246 852           |                                                                                       |
| 13 de janeiro   | Detona Ralph                           | 5 802 071           |                                                                                       |
| 20 de janeiro   | De Pernas pro Ar 2                     | 3 963 024           | Filme brasileiro, quarta semana em cartaz.                                            |
| 27 de janeiro   | João e Maria: Caçadores de Bruxas      | 8 471 900           |                                                                                       |
| 3 de fevereiro  | João e Maria: Caçadores de Bruxas      | 6 240 469           |                                                                                       |
| 10 de fevereiro | João e Maria: Caçadores de Bruxas      | 4 390 000           |                                                                                       |
| 17 de fevereiro | João e Maria: Caçadores de Bruxas      | 3 730 842           | Maior número de semanas na liderança.                                                 |
| 24 de fevereiro | Duro de Matar - Um Bom Dia Para Morrer | 4 829 324           |                                                                                       |
| 3 de março      | Duro de Matar - Um Bom Dia Para Morrer | 3 439 593           |                                                                                       |
| 10 de março     | Oz: Mágico e Poderoso                  | 8 557 663           |                                                                                       |
| 17 de março     | Oz: Mágico e Poderoso                  | 6 601 505           |                                                                                       |
| 24 de março     | Os Croods                              | 6 737 307           |                                                                                       |
| 31 de março     | G.I. Joe: Retaliação                   | 5 761 838           |                                                                                       |
| 7 de abril      | Os Croods                              | 3 995 100           |                                                                                       |
| 14 de abril     | Oblivion                               | 4 126 323           |                                                                                       |
| 21 de abril     | Oblivion                               | 2 798 474           |                                                                                       |
| 28 de abril     | Homem de Ferro 3                       | 25 462 438          | Terceira maior renda de estreia da história do Brasil; Maior renda de estreia do ano. |
| 5 de maio       | Homem de Ferro 3                       | 14 770 419          |                                                                                       |
| 12 de maio      | Homem de Ferro 3                       | 8 156 963           |                                                                                       |
| 19 de maio      | Homem de Ferro 3                       | 6 553 354           |                                                                                       |
| 26 de maio      | Velozes e Furiosos 6                   | 12 871 523          |                                                                                       |
| 3 de junho      | Velozes e Furiosos 6                   | 9 009 099           |                                                                                       |
| 10 de junho     | Se Beber Não Case! Parte III           | 6 184 292           | Segunda semana em cartaz.                                                             |
| 17 de junho     | Se Beber Não Case! Parte III           | 4 168 520           |                                                                                       |
| 23 de junho     | Universidade Monstros                  | 8 804 824           |                                                                                       |
| 30 de junho     | Guerra Mundial Z                       | 7 613 929           |                                                                                       |
| 7 de julho      | Meu Malvado Favorito 2                 | 13 749 895          | Terceira maior renda de estreia do ano.                                               |
| 14 de julho     | O Homem de Aço                         | 9 995 832           |                                                                                       |
| 21 de julho     | Meu Malvado Favorito 2                 | 8 080 000           |                                                                                       |
| 28 de julho     | Wolverine - Imortal                    | 13 720 555          | Quarta maior renda de estreia do ano.                                                 |
| 4 de agosto     | Os Smurfs 2                            | 10 095 188          |                                                                                       |
| 11 de agosto    | Os Smurfs 2                            | 5 742 338           |                                                                                       |
| 18 de agosto    | Percy Jackson e o Mar de Monstros      | 8 030 519           |                                                                                       |
| 25 de agosto    | Percy Jackson e o Mar de Monstros      | 4 777 240           |                                                                                       |
| 1 de setembro   | Percy Jackson e o Mar de Monstros      | 2 828 133           |                                                                                       |
| 8 de setembro   | O Ataque                               | 3 466 728           |                                                                                       |
| 15 de setembro  | Invocação do Mal                       | 4 190 292           |                                                                                       |
| 22 de setembro  | Elysium                                | 5 341 154           |                                                                                       |
| 29 de setembro  | Elysium                                | 3 739 345           |                                                                                       |
| 6 de outubro    | Tá Chovendo Hambúrguer 2               | 6 976 788           |                                                                                       |
| 13 de outubro   | Tá Chovendo Hambúrguer 2               | 6 496 699           |                                                                                       |
| 20 de outubro   | Gravidade                              | 3 495 877           | Segunda semana em cartaz.                                                             |
| 27 de outubro   | Meu Passado Me Condena                 | 5 331 429           | Filme brasileiro                                                                      |
| 3 de novembro   | Thor: O Mundo Sombrio                  | 17 446 767          | Segunda maior renda de estreia do ano.                                                |
| 10 de novembro  | Thor: O Mundo Sombrio                  | 10 660 381          |                                                                                       |
| 17 de novembro  | Jogos Vorazes: Em Chamas               | 13 282 500          | Quinta maior renda de estreia do ano.                                                 |
| 24 de novembro  | Jogos Vorazes: Em Chamas               | 6 546 738           |                                                                                       |
| 1 de dezembro   | Crô - O Filme                          | 4 457 323           | Filme brasileiro                                                                      |
| 8 de dezembro   | Crô - O Filme                          | 3 079 721           |                                                                                       |
| 15 de dezembro  | O Hobbit: A Desolação de Smaug         | 11 963 933          |                                                                                       |
| 22 de dezembro  | O Hobbit: A Desolação de Smaug         | 5 983 378           |                                                                                       |
| 29 de dezembro  | Até Que a Sorte nos Separe 2           | 7 153 714           | Maior renda de estreia de um filme nacional do ano.                                   |

## Arrecadação total
| #  | Filme                             | Faturamento (em R$) | Público   |
| -- | --------------------------------- | ------------------- | --------- |
| 1  | Homem de Ferro 3                  | 96 493 278          | 7 633 472 |
| 2  | Meu Malvado Favorito 2            | 80 638 960          | 6 989 217 |
| 3  | Thor: O Mundo Sombrio             | 61 704 761          | 4 823 275 |
| 4  | Minha Mãe é uma Peça              | 49 533 218          | 4 600 145 |
| 5  | Wolverine - Imortal               | 49 174 255          | 3 955 379 |
| 6  | Velozes e Furiosos 6              | 49 148 215          | 4 521 808 |
| 7  | João e Maria: Caçadores de Bruxas | 48 663 644          | 3 716 154 |
| 8  | Até que a Sorte nos Separe 2 a    | 45 274 441          | 3 978 191 |
| 9  | Detona Ralph                      | 42 983 475          | 3 636 879 |
| 10 | O Hobbit: A Desolação de Smaug b  | 41 348 948          | 3 017 251 |
| 11 | Jogos Vorazes: Em Chamas          | 39 921 608          | 3 533 536 |
| 12 | Universidade Monstros             | 36 966 520          | 3 292 806 |
| 13 | O Homem de Aço                    | 36 269 302          | 2 756 522 |
| 14 | Se Beber Não Case! Parte 3        | 35 154 099          | 3 214 071 |
| 15 | Meu Passado Me Condena            | 34 826 391          | 3 140 771 |
| 16 | Os Smurfs 2                       | 33 716 614          | 2 946 527 |
| 17 | Os Croods                         | 33 609 299          | 2 788 344 |
| 18 | Guerra Mundial Z                  | 33 316 551          | 2 587 204 |
| 19 | Vai que Dá Certo                  | 28 990 665          | 2 729 340 |
| 20 | Tá Chovendo Hambúrguer 2          | 28 733 596          | 2 480 998 |

↑a  Em 31 de dezembro de 2013: R$ 7 153 714 e 844 899 espectadores

↑b  Em 31 de dezembro de 2013: R$ 32 508 985 e 2 498 076 espectadores